# Desmodium schubertianum
Desmodium schubertianum är en ärtväxtart som beskrevs av Paul Carpenter Standley och Louis Otho Otto Williams. Desmodium schubertianum ingår i släktet Desmodium och familjen ärtväxter. Inga underarter finns listade i Catalogue of Life.